# Stufenabschwächer
Ein Stufenabschwächer (auch Eichleitung) ist ein klassisches Messinstrument zur vergleichenden Messung von Übertragungssystemen.
Der Stufenabschwächer erlaubt es kontrolliert und schrittweise Dämpfungsglieder (Signalabschwächungen) in einen Übertragungsweg zu schalten. Dabei ist ein Stufenabschwächer so aufgebaut, dass dieser möglichst keinen weiteren unkontrollierten Einfluss auf das Signal nimmt.
Stufenabschwächer gibt es in unterschiedlichen Ausführungen, zum Beispiel für Niederfrequenz- und Hochfrequenzanwendungen. Moderne computergesteuerte Stufenabschwächer enthalten darüber hinaus viele Zusatzfunktionen, wie zum Beispiel Unterstützung für automatische Messungen. Stufenabschwächer finden sich darüber hinaus auch als Zusatzfunktionen in hochwertigen Messgeräten.
Neben der Anwendung in Messungen werden Stufenabschwächer zur Pegeleinstellungen von Signalgeneratoren verwendet. Verwandt mit dieser Anwendung ist die Verwendung von Stufenabschwächern als Potentiometerersatz in High-End Audioprodukten für Audiophile. Dabei ist die Qualitätsverbesserung im Audiobereich gegenüber guten Potentiometern rein subjektiv und nicht messbar.

## Messprinzip
Eine Messung mit einem Stufenabschwächer findet üblicherweise dergestalt statt, dass eine Signalquelle einmal direkt über einen Stufenabschwächer mit einem Signalempfänger (zum Beispiel ein Pegelmessgerät oder im Audiobereich ein Kopfhörer) verbunden wird und einmal über das zu messende Übertragungssystem. Der Ausgang des Stufenabschwächers und der Ausgang des Übertragungssystems werden dabei abwechselnd auf den Signalempfänger geschaltet. An dem Stufenabschwächer werden dabei so lange Dämpfungen zugeschaltet, bis das Signal aus dem Stufenabschwächer dem Signal aus dem Übertragungssystem entspricht (zum Beispiel gleicher Pegel angezeigt wird, oder im Kopfhörer die gleiche Lautstärke wahrgenommen wird). An diesem Punkt entspricht die Dämpfung des Übertragungssystems der auf der Stufenabschwächer eingestellten Dämpfung und kann somit direkt aus der Einstellung des Stufenabschwächers abgelesen werden. Diese Ablesung setzt voraus, dass die Einstellung und Ablesung des Stufenabschwächers hinreichend genau erfolgen kann, mithin, dass der Stufenabschwächer entsprechend justiert oder kalibriert ist.
Der Vorteil der Verwendung eines Stufenabschwächers ist, dass sowohl der verwendete Signalsender / -generator wie auch der verwendete Signalempfänger keine absolute Messgenauigkeit aufweisen müssen. Für den Sender genügt, dass er ausreichend stabil über die Dauer der Messung arbeitet. Für den Empfänger, dass reproduzierbar relative Unterschiede (zum Beispiel die Lautstärke in einem Kopfhörer) über die Dauer der Messung hinreichend genau wahrgenommen werden können.